# 1820 год
1820 (ты́сяча восемьсо́т двадца́тый) год  по григорианскому календарю — високосный год, начинающийся в субботу. Это 1820 год нашей эры, 10‑й год 2‑го десятилетия XIX века 2‑го тысячелетия, 1‑й год 1820‑х годов. Он закончился 205 лет назад.
| Пн | Вт | Ср | Чт | Пт | Сб | Вс |
|    |    |    |    |    | 1  | 2  |
| 3  | 4  | 5  | 6  | 7  | 8  | 9  |
| 10 | 11 | 12 | 13 | 14 | 15 | 16 |
| 17 | 18 | 19 | 20 | 21 | 22 | 23 |
| 24 | 25 | 26 | 27 | 28 | 29 | 30 |
| 31 |    |    |    |    |    |    |

| Пн | Вт | Ср | Чт | Пт | Сб | Вс |
|    | 1  | 2  | 3  | 4  | 5  | 6  |
| 7  | 8  | 9  | 10 | 11 | 12 | 13 |
| 14 | 15 | 16 | 17 | 18 | 19 | 20 |
| 21 | 22 | 23 | 24 | 25 | 26 | 27 |
| 28 | 29 |    |    |    |    |    |

| Пн | Вт | Ср | Чт | Пт | Сб | Вс |
|    |    | 1  | 2  | 3  | 4  | 5  |
| 6  | 7  | 8  | 9  | 10 | 11 | 12 |
| 13 | 14 | 15 | 16 | 17 | 18 | 19 |
| 20 | 21 | 22 | 23 | 24 | 25 | 26 |
| 27 | 28 | 29 | 30 | 31 |    |    |

| Пн | Вт | Ср | Чт | Пт | Сб | Вс |
|    |    |    |    |    | 1  | 2  |
| 3  | 4  | 5  | 6  | 7  | 8  | 9  |
| 10 | 11 | 12 | 13 | 14 | 15 | 16 |
| 17 | 18 | 19 | 20 | 21 | 22 | 23 |
| 24 | 25 | 26 | 27 | 28 | 29 | 30 |

| Пн | Вт | Ср | Чт | Пт | Сб | Вс |
| 1  | 2  | 3  | 4  | 5  | 6  | 7  |
| 8  | 9  | 10 | 11 | 12 | 13 | 14 |
| 15 | 16 | 17 | 18 | 19 | 20 | 21 |
| 22 | 23 | 24 | 25 | 26 | 27 | 28 |
| 29 | 30 | 31 |    |    |    |    |

| Пн | Вт | Ср | Чт | Пт | Сб | Вс |
|    |    |    | 1  | 2  | 3  | 4  |
| 5  | 6  | 7  | 8  | 9  | 10 | 11 |
| 12 | 13 | 14 | 15 | 16 | 17 | 18 |
| 19 | 20 | 21 | 22 | 23 | 24 | 25 |
| 26 | 27 | 28 | 29 | 30 |    |    |

| Пн | Вт | Ср | Чт | Пт | Сб | Вс |
|    |    |    |    |    | 1  | 2  |
| 3  | 4  | 5  | 6  | 7  | 8  | 9  |
| 10 | 11 | 12 | 13 | 14 | 15 | 16 |
| 17 | 18 | 19 | 20 | 21 | 22 | 23 |
| 24 | 25 | 26 | 27 | 28 | 29 | 30 |
| 31 |    |    |    |    |    |    |

| Пн | Вт | Ср | Чт | Пт | Сб | Вс |
|    | 1  | 2  | 3  | 4  | 5  | 6  |
| 7  | 8  | 9  | 10 | 11 | 12 | 13 |
| 14 | 15 | 16 | 17 | 18 | 19 | 20 |
| 21 | 22 | 23 | 24 | 25 | 26 | 27 |
| 28 | 29 | 30 | 31 |    |    |    |

| Пн | Вт | Ср | Чт | Пт | Сб | Вс |
|    |    |    |    | 1  | 2  | 3  |
| 4  | 5  | 6  | 7  | 8  | 9  | 10 |
| 11 | 12 | 13 | 14 | 15 | 16 | 17 |
| 18 | 19 | 20 | 21 | 22 | 23 | 24 |
| 25 | 26 | 27 | 28 | 29 | 30 |    |

| Пн | Вт | Ср | Чт | Пт | Сб | Вс |
|    |    |    |    |    |    | 1  |
| 2  | 3  | 4  | 5  | 6  | 7  | 8  |
| 9  | 10 | 11 | 12 | 13 | 14 | 15 |
| 16 | 17 | 18 | 19 | 20 | 21 | 22 |
| 23 | 24 | 25 | 26 | 27 | 28 | 29 |
| 30 | 31 |    |    |    |    |    |

| Пн | Вт | Ср | Чт | Пт | Сб | Вс |
|    |    | 1  | 2  | 3  | 4  | 5  |
| 6  | 7  | 8  | 9  | 10 | 11 | 12 |
| 13 | 14 | 15 | 16 | 17 | 18 | 19 |
| 20 | 21 | 22 | 23 | 24 | 25 | 26 |
| 27 | 28 | 29 | 30 |    |    |    |

| Пн | Вт | Ср | Чт | Пт | Сб | Вс |
|    |    |    |    | 1  | 2  | 3  |
| 4  | 5  | 6  | 7  | 8  | 9  | 10 |
| 11 | 12 | 13 | 14 | 15 | 16 | 17 |
| 18 | 19 | 20 | 21 | 22 | 23 | 24 |
| 25 | 26 | 27 | 28 | 29 | 30 | 31 |

## События
- Француз Шарль Ксавье Тома де Кольмар наладил первый промышленный выпуск арифмометров.[источник не указан 2581 день]

- 1 января — в Испании подполковник Рафаэль Риего поднимает восстание в экспедиционном корпусе, ожидавшем в Кадисе отправки в Латинскую Америку. Он провозглашает восстановление Кадисской конституции 1812 года[1].
- 28 января — российская антарктическая экспедиция под руководством Фаддея Беллинсгаузена и Михаила Лазарева впервые в истории достигла шельфовых ледников Антарктиды[2].
- 29 января — в Виндзоре скончался король Великобритании Георг III. Престол перешёл к его сыну Георгу IV[3].
- 30 января — британский промышленник Эдвард Брансфилд впервые увидел сушу Антарктиды.
- 1 февраля — в Объединённых провинциях Южной Америки войска провинции Буэнос-Айрес разбиты объединёнными силами провинций Корриентес, Энтре-Риос и Санта-Фе, что в мае приводит к падению верховного правителя Хосе Рондо и роспуску конгресса[4].
- 13 февраля — в Париже седельщик Лувель смертельно ранил герцога Беррийского, второго наследника престола Франции[5].

- 23 февраля — губернаторы Буэнос-Айреса, Энтре-Риос и Санта-Фе подписали в селении Пилар соглашение о прекращении военных действий и сохранении федерации Объединённых провинций Южной Америки[4].
- 27 февраля — ассамблея Новой Гранады в Боготе одобрила решения Ангостурского конгресса об объединении с Венесуэлой в республику Великая Колумбия[6].
- 7 марта — после восстания в Мадриде Король Испании и Фердинанд VII объявляет о восстановлении конституции 1812 года[7] и созыве кортесов[6].
- 9 марта — король Испании Фердинанд VII присягает Кадисской конституции 1812 года[1].
- 15 марта — штат Мэн принят в состав Соединённых Штатов Америки[8].
- 2 июля — в городе Нола близ Неаполя начинается восстание карбонариев, которое охватывает всю континентальную часть Королевства Обеих Сицилий[9].
- 9 июля
  - В Королевстве Обеих Сицилий восставшие захватывают Неаполь. Король Фердинанд I заявляет о введении конституции[9].
  - В Мадриде открылись чрезвычайные кортесы[6].
- 20 августа — из Вальпараисо (Чили) на север в направлении Перу отплыла эскадра с армией Хосе де Сан-Мартина[4].
- 24 августа — в Португалии восстал гарнизон города Порту. Началась Португальская революция 1820—1823 годов[10].
- 15 сентября — в Лиссабоне (Португалия) побеждает конституционалистское восстание. Решено созвать учредительные кортесы для учреждения конституционной монархии[11].
- 8 октября[12] — покончил с собой во время всеобщего антиправительственного восстания король Гаити Анри I. Королевство Гаити ликвидировано, страна объединена под руководством президента Республики Гаити Жана Пьера Буайе[13].
- 25 ноября — представители Симона Боливара и командующего испанскими войсками Морильо подписали соглашение о перемирии сроком на 6 месяцев[6].

### Без точных дат
- «Дорога на столбах» — первый монорельс в мире, который построил в 1820 году Иван Эльманов, житель подмосковного села Мячково[14].
- Ост-Индская компания вынудила эмиров и шейхов семи арабских княжеств подписать «Генеральный договор», положивший начало английскому господству на этой территории и окончательному разделению Омана на три части — имамат Оман, султанат Маскат и «Пиратский берег».[источник не указан 2581 день]
- Начало колонизации Англией Бахрейна.[источник не указан 2581 день]
- Население Земли — 1 миллиард человек (по другим данным, это случилось в 1800 году).[источник не указан 2581 день]
- Упразднение Шамахинского ханства.[источник не указан 2581 день]

## Родились
См. также: Категория:Родившиеся в 1820 году
- 17 января — Бронте, Энн английская писательница и поэтесса.
- 22 января — Йозеф Вольф, немецкий художник-анималист (ум. 1899).
- 23 января — Александр Николаевич Серов, русский композитор и музыкальный критик (ум. 1871).
- 2 февраля — Ганс Эгеде Шак, датский писатель (ум. 1859).
- 14 марта — Виктор Эммануил II, король Сардинского королевства в 1849 — 1861 годах, первый король Италии в 1861 — 1878 годах (ум.1878)
- 27 апреля — Герберт Спенсер, английский философ и социолог (ум. 1903).
- 17 мая — Сергей Михайлович Соловьёв, русский историк (ум. 1879).
- 21 мая — Мишель Ленц, поэт, автор текста гимна Люксембурга «Ons Hémécht» (ум. 1893).
- 31 июля — Михаил Павлович Розенгейм, русский поэт и публицист (ум. 1887).
- 29 сентября — Иван Егорович Забелин, русский историк и археолог (ум. 1909).
- 25 ноября — Михаил Михайлович Достоевский, русский писатель (ум. 1864).
- 28 ноября — Фридрих Энгельс, один из основоположников марксизма (ум. 1895).
- 5 декабря — Афанасий Афанасьевич Фет, русский поэт (ум. 1892).
- 14 декабря — Елизавета Николаевна Ахматова, русская писательница и переводчица (ум. 1904).
- Зенон-Леонард Фиш, польский писатель (ум. 1870).

## Скончались
См. также: Категория:Умершие в 1820 году
- 25 января — Йозеф Франц Вайгль, австрийский виолончелист (род. 1740).
- 29 января — Георг III, король Великобритании и курфюрст Ганновера (род. 1738).
- 23 февраля — Алоизий Фелинский, польский поэт, драматург, переводчик, теоретик литературы, директор Кременецкого лицея (род. 1771).
- 2 апреля — Томас Браун, шотландский философ (род. 1778).
- 2 июля — Петер Доллонд, английский бизнесмен, производитель оптических систем, изобретатель апохромат (род. 1731). Скончался Петер Доллонд
- 14 сентября — Франсуа Жозеф Лефевр, французский военачальник, маршал Франции (род. 1755).
- 23 сентября — Франсуа Этьенн Кристоф Келлерман, герцог де Вальми, маршал Франции, участник Революционных и Наполеоновских войн (род.1735)
- 5 октября —
- Карл Людвиг Занд, студент, воодушевлённый стремлениями германской молодёжи к свободе убивший писателя Августа Коцебу, политического агента российского правительства, за что и был казнён (род. 1795).
- Огюстен Баррюэль, французский публицист, мемуарист.
- 8 октября — Анри Кристоф, гаитянский военный и политический деятель, один из лидеров борьбы за независимость, президент Республики Гаити (1806 — 1811), король Гаити Анри (Генрих) I (1811 — 1820) (Род.1767)
- 19 ноября — Дмитрий Семёнович Шишков — действительный статский советник, генерал-майор, губернатор Рязанской и Тамбовской губерний. (род. 1761).
- 26 декабря — Жозеф Фуше, герцог Отрантский, французский политический деятель периода Французской революции, Директории и Первой империи, ставший одним из символов политической беспринципности. Неоднократно возглавлял внутриполитическое ведомство Франции (род.1759)

### Без точных дат
- Андрей Рафаиловский — игумен Троицкого Рафаилова монастыря, святой Русской церкви.